# Вінницькі Стави (Фастівський район)
Вінницькі Стави  — колишнє село в Україні, у Фастівському районі Київської області. Підпорядковувалось Фастівецькій сільській раді. Розташовувалося за 4 км на південний схід від Фастівця.

## Історія
Вперше поселення згадане у документах середини 19 століття. На військових картах 1860-х років вказане як хутір Крижановського, однак Лаврентій Похилевич називає у «Сказаниях о населенных местностях Киевской губернии» як хутір Вінницький.
Невідомо, коли закріпилася назва Вінницькі Стави, проте 1900 року хутір вже мав таку назву.
У 1860-і роки на хуторі було 16 дворів, мешкало 150 осіб. За даними 1900 року, «Хутір Вінницькі Хутори (казенний). У ньому дворів 47, жителів обох статей 272. Головне заняття мешканців-хліборобство. Окрім того, селяни вирушають на заробітки у м. Київ та на залізницю. У хуторі є одна школа грамоти та один вітряк».
Хутір належав до Фастівської волості Васильківського повіту, у 1923—1985 роках — до Фастівського району.
21 листопада 1985 року Київська обласна рада зняла село з обліку у зв'язку із переселенням жителів.